# Tetumski jezik
Tetumeki jezik (ISO 639-3: tet; belo, belu, fehan, teto, tettum, tetu, tetum, tetun belu, tetung), austronezijski jezik kojim govori oko 450 000 na otoku Timor. Većina od 400 000 (2004) živi na indonezijskom dijelu Timora, a 50 000 (2010) u Istočnom Timoru.
Govori se nekoliko dijalekata koji se penama svijeta nazivaju istočnotetunski (soibada, natarbora, lakluta, tetun loos, tetun los), južnotetunski (lia fehan, plain tetun, tasi mane, belu selatan, south belu, south tetun) i sjevernotetunski (lia foho, hill tetun, tasi feto, belu utara, north belu, tetun terik, tetun therik). S jezikom habun [hbu] čini centralnu ekstraramelajsku podskupinu timorskih jezika. Pripadnici etničke grupe zovu se Tetun Belu.

## Vanjske poveznice
- Ethnologue (14th)
- Ethnologue (15th)